# Asbjørn Hellum
Asbjørn Hellum (født 24. marts 1952 i Brønderslev) er en dansk historiker og forfatter, der var Danmarks rigsarkivar 2009-2018. Han er ridder af Dannebrog og af Den Islandske Falkeorden.

## Baggrund
Han blev i 1979 cand.mag. i historie og statskundskab fra Aalborg Universitet og arbejdede de efterfølgende år som arkivar ved lokalhistorisk arkiv i Aalborg og fra 1985 som stadsarkivar ved Vejle Stadsarkiv. Han har tidligere været formand for Sammenslutningen af Lokalarkiver og var i 2006 med til at stifte Organisationen Danske Arkiver og blev foreningens første formand.

## Karriere
I 2009 blev Hellum udnævnt til rigsarkivar og afløste dermed Johan Peter Noack som den øverste leder af Rigsarkivet. I 2018 valgte han at fratræde stillingen efter ni år, da hans åremålsansættelse udløb. Han blev afløst af Anne-Sofie Jensen. Efter sin pensionering benyttede han tiden, sammen med sin hustru Ruth Hedegaard, på at digitalisere dokumenter fra de tidligere danske kolonier Sankt Thomas og Sankt Croix.

## Forfatterskab
- Vester Brønderslev Sogn 1800-1900. Udviklingen fra landsbysamfund til bysamfund. I samarbejde med Claus Gai, Hanne Gjøl og Tom Søndergaard. Aalborg: Aalborg Universitetsforlag, 1979. ISBN 978-87-7307-033-8.
- Asbjørn Hellum. Foreningsarkiver Vejle amt. En kortfattet oversigt. Vejle: De lokalhistoriske arkiver i Vejle Amt, 1983.
- Aalborg og Nørresundby snedkerlaug. Blade af laugets og håndværkets historie. I samarbejde med Hanne Gjøl. Aalborg: Aalborg og Nørresundby snedkerlaug, 1985. ISBN 978-87-981904-0-0.
- Gymnastik i 100 år. Vejle Gymnastik-Forening 1888-1988. I samarbejde med Arne Rahbek. Vejle: Vejle Byhistoriske Arkivs forlag, 1988. ISBN 978-87-87683-07-4.
- Arbejdernes kulturhistorie i Vejle. I samarbejde med Bente Munk og Poul Porskær Poulsen. Vejle: Arbejdernes Fællesorganisation i Vejle og Vejle Byhistoriske Arkiv, 1991. ISBN 978-87-87683-14-2.
- (red.) Vejles historie. 5 bind. Vejle: Vejle Kommune, 1996-2002.
- Til Vejles pris. Viser og sange. I samarbejde med Ruth Fønss og Jørgen Gram Christensen. Vejle: Byhistorisk Forlag i samarbejde med Vejle Kommunes jubilæumssekretariat, 2002. ISBN 978-87-90086-28-2.
- Jeg havde nået toppen! En mønsterbryders liv. Laurits Jessen 1868-1946. I samarbejde med Helene Steen Due og Andreas Frehr. Vejle: Vejle Stadsarkiv og Byhistorisk Forlag, 2009. ISBN 978-87-90086-51-0.